# رحلة فضاء دون مدارية

المساران A و B مسارًا شبه مداري

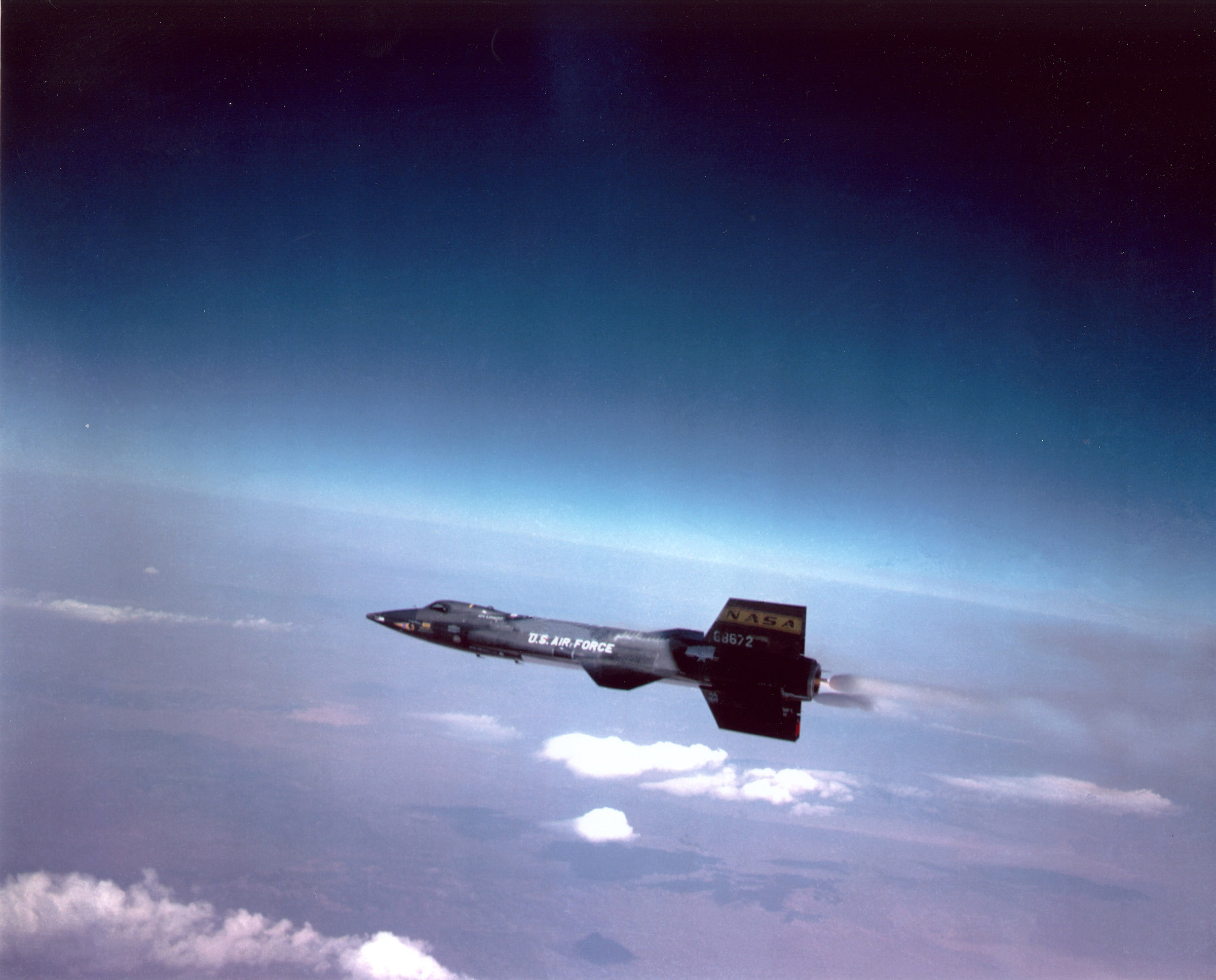
نورث أمريكان إكس-15

رحلة الفضاء دون المدارية هي رحلة فضائية تصل فيها المركبة الفضائية إلى الفضاء الخارجي، لكن مسارها يتقاطع مع الغلاف الجوي أو سطح الجسم المنجذب الذي تم إطلاقه منه، إذ لا تكمل دورة مدارية واحدة خلال رحلتها.
فعلى سبيل المثال، تعتبر رحلة المركبة التي تُطلق من الأرض وتصل إلى خط كارمان (على ارتفاع 100 كيلومتر فوق سطح البحر)، ثم تعود مرة أخرى إلى سطح الأرض رحلة فضاء دون مدارية. نُفذت بعض الرحلات الفضائية دون المدارية لاختبار المركبات الفضائية والصواريخ المُقدر لها القيام برحلات فضائية مدارية فيما بعد. صُممت بعض المركبات لغرض الرحلات الفضائية دون المدارية بشكل مخصص، ومنها المركبات المأهولة مثل الطائرة الصاروخية إكس-15، والطائرة الصاروخية سبيس شيب وان، والمركبات غير المأهولة مثل الصواريخ الباليستية العابرة للقارات (ICBMs)، وصواريخ التجارب.
لا تعتبر الرحلات التي تحصل فيها المركبة على سرعة تدخلها في مدار أرضي منخفض ثم تغادر هذا المدار وتهبط قبل إتمام دورتها ضمن الرحلات دون المدارية. ومن أمثلة هذه الرحلات: رحلة يوري غاغارين على متن المركبة «فوستوك-1»، ورحلات نظام القصف المداري الجزئي (FOBS).
تستخدم الصواريخ غالبًا في مثل هذه الرحلات، ولكن بعض الرحلات التجريبية دون المدارية قد أطلقت بواسطة البندقية الفضائية.

## التوضيح
على سبيل المثال يُعتبر مسار الجسم المطلق من الأرض والذي يصل إلى خط كارمان (على بعد 100 كيلومتر (62 ميل) فوق مستوى سطح البحر، ثم يعود إلى الأرض بمثابة رحلة فضائية شبه مدارية.

## التجارب

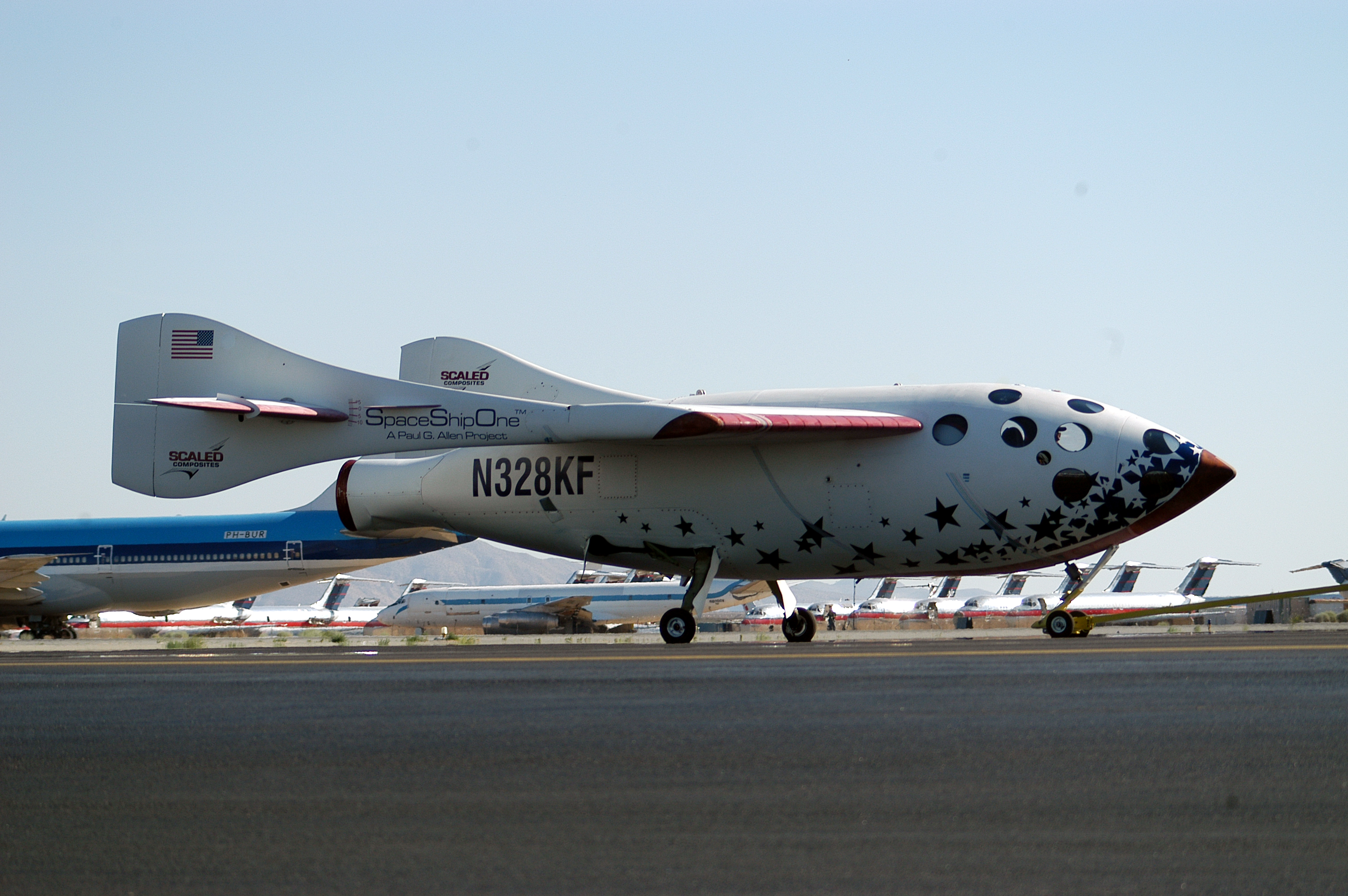
صورة رحلة سبيس شيب وان رقم 15 لدون رامي لوجان

تم إجراء بعض الرحلات الجوية دون المدارية لاختبار المركبات الفضائية وإطلاق المركبات المعدة لاحقًا للطيران الفضائي المداري. المركبات الأخرى مصممة على وجه التحديد فقط للرحلات دون المدارية؛ ومن الأمثلة على ذلك المركبات المأهولة، مثل نورث أمريكان إكس-15 وسبيس شيب وان، والمركبات غير المأهولة مثل صاروخ باليستي عابر للقارات وصاروخ تجارب.
لا تعتبر الرحلات الجوية التي تصل إلى سرعة كافية للذهاب إلى مدار أرضي منخفض، ثم تدور حول المدار قبل الانتهاء من أول مدارها الكامل شبه مدارية. ومن الأمثلة على ذلك رحلة يوري جاجارين وفوستوك 1، ورحلات نظام القصف المداري الجزئي.
عادةً ما يتم استخدام صاروخ، ولكن تم تحقيق رحلة فضائية تجريبية شبه مدارية باستخدام بندقية فضائية.

## السرعة والنطاق والارتفاع
تُعرَّف الرحلات الفضائية دون المدارية على أنها رحلات يتعدى ارتفاعها 100 كيلومتر فوق سطح البحر. ويُعرف هذا الارتفاع بخط كارمان، وحُدد بواسطة الاتحاد العالمي للرياضات الجوية لأنه النقطة التي تكون عندها المركبة التي تتحرك بسرعة عالية لتوفر لنفسها قوة الرفع المطلوبة في هذه الطبقة من الغلاف الجوي محلقة بسرعات قد تتجاوز السرعة المدارية. يمنح كل من الجيش الأمريكي ووكالة ناسا وسام «جناح رائد الفضاء» للطيارين الذين يحلقون على ارتفاعات تتعدى 80 كيلومترًا، ومع ذلك، لا تدعم وزارة الخارجية للولايات المتحدة فكرة وجود حد فاصل بين الطيران الجوي والطيران الفضائي.

## أنظمة الرحلات المتختلفة
على الرغم من وجود العديد من الأنظمة المختلفة للرحلات الفضائية دول المدارية، من المتوقع أن تكون بعضها أكثر شيوعًا عن الأنظمة الأخرى.

### الصورايخ الباليسية
كانت الصواريخ الباليستية أول المركبات دون المدارية التي وصلت إلى الفضاء. وكان الصاروخ الألماني «فاو-2» أول صاروخ باليستي يصل إلى الفضاء، والذي صُمم بواسطة علماء بلدة بيناموندا الألمانية، وحلق إلى ارتفاع 97 كيلومترًا يوم الثالث من أكتوبر عام 1942. وتمكن بعدها كل من الولايات المتحدة والاتحاد السوفييتي من تصنيع صواريخ باليستية قائمة على تصميم الصاروخ فاو-2 بأواخر العقد 1940، وبعد ذلك صُممت الصواريخ الباليستية العابرة للقارات (ICBMs) التي تتميز بقدرتها على الطيران لمسافات أطول. تمتلك العديد من الدول هذه الصواريخ الباليستية طويلة المدى في الوقت الحالي، وتزيد عنها الدول الممتلكة للصواريخ الباليستية ذات المدى المتوسط (IRBMs) والتي تطير لمسافات أقصر.

### الرحلات السياحية
تهدف الرحلات السياحية دون المدارية بشكل مبدئي على الصعود لارتفاعات عالية تصل إلى الفضاء. ومن المحتمل أن يكون مسار الرحلة مسارًا رأسيًا أو مسارًا شديد الانحدار، إذ ستهبط المركبة بنفس الموقع التي أقلعت منه.
تغلق المركبة محركاتها قبل وصولها لأقصى ارتفاع لها خلال الرحلة بقليل، وبعد ذلك تنجرف إلى أعلى نقطة. يمكن أن يشعر الركاب بحالة انعدام الوزن خلال تلك الدقائق القليلة التي تُغلَق فيها محركات المركبة عندما يُبطئ الغلاف الجوي من تسارع المركبة للأسفل.
خططت جمعية بين الكواكب البريطانية (BIS) للقيام برحلة فضائية دون مدارية على متن مركبة مُقترحة أخذت اسم «ميغاروك» خلال أربعينيات القرن الماضي.

### التجارب العلمية
تعتبر صواريخ التجارب العلمية الآن إحدى أهم استخدامات المركبات الفضائية دون المدارية. بدأت الرحلات الفضائية العلمية دون المدارية في عشرينيات القرن الماضي عندما أطلق روبرت غودارد أول صواريخ تعمل بالوقود السائل، ولكن لم تتمكن صواريخه من الوصول إلى ارتفاعات فضائية. وتمكن العلماء في أواخر أربيعينيات القرن من الماضي من بناء صواريخ تجارب قائمةً على تصميم الصاروخ الألماني الباليستي فاو-2 بعد إمساكه، واعتُبرت هذه الصواريخ حجر الأساس لصواريخ التجارب الحديثة. يوجد اليوم العديد من صواريخ التجارب المختلفة التي تُصنع في مختلف الدول بمختلف الشركات. ستساعد هذه الرحلات الباحثين الراغبين في إجراء التجارب العلمية في ظروف الجاذبية الصغرى والفضاء الخارجي.

### وسائل النقل دون المدارية
تشير بعض الأبحاث العلمية، مثل الأبحاث الخاصة بمشروع طائرة «إكس-20 داينا-سور»، أن الرحلات الفضائية دون المدارية يمكن أن تسافر من أوروبا إلى الولايات المتحدة خلال فترة زمنية تقل عن 60 دقيقة. ومع ذلك، سيكون حجم الصاروخ الذي سيقوم بهذه الرحلة بالنسبة لحمولته قريبًا من حجم الصواريخ الباليستية العابرة للقارات. وستتسم هذه الصواريخ بسرعات أقل من السرعات المدارية، وبالتالي ستكون تكلفة بناء هذه الصواريخ أقل من تكلفة بناء الصواريخ المدارية، ولكن لن يكون هناك فرقًا كبيرًا في التكلفة.
من المرجح أن تكون هذه الرحلات مقتصرة على المنقولات عالية القيمة، والعاجلة جدًا مثل خدمات البريد السريع الجوية، أو على رحلات رجال الأعمال باعتبارها طائرة خاصة مميزة، ويمكن أيضًا أن تشارك هذه الرحلات في الرياضات العنيفة، أو في خدمات التدخل السريع العسكرية.
وُضع مفهوم جديد للنقل يُعرف باسم سبيس لاينر، وهو تصور لطائرة فضائية دون مدارية تتميز بسرعات أعلى من سرعة الصوت لتنقل الركاب بواقع 50 راكبًا من أستراليا إلى أوروبا خلال 90 دقيقة، أو لنقل 100 راكب من أوروبا إلى كاليفورنيا خلال 60 دقيقة. تعتبر العقبة الوحيدة أمام هذا المفهوم هو احتياجه لمكونات أكثر صلابة يمكن الاعتماد عليها، وخاصةً المحركات، وذلك لكي تتمكن من تأدية مهام نقل الركاب بشكل يومي.
تُخطط شركة سبيس إكس لاستخدام مركبتها ستارشيب في هذه الرحلات وجعلها وسيلة نقل دون مدارية.

## أشهرالرحلات الفضائية دون المدارية غير المأهولة
- كانت أول رحلة فضائية دون مدارية رحلة صاروخ الاختبار فاو-2 في يونيو عام 1944 الذي أُطلق من بيناموندا في ألمانيا ووصل لارتفاع 189 كيلومترًا.[9]
- أُطلق صاروخ بامبر-5 ذو المرحلتين من منطقة الاختبار ببلدة «وايت ساندس» يوم 24 فبراير عام 1949، ووصلت المرحلة العلوية للصاروخ إلى ارتفاع 399 كيلومترًا بسرعة بلغت 2302 متر لكل ثانية (6.8 ماخ).[10]

- أُطلقت مركبة بوليس التابعة للاتحاد السوفييتي على متن الصاروخ إنرجيا في عام 1986، وفشلت في الوصول إلى المدار؛ ولهذا اعتُبرت هذه المركبة أضخم مركبة تُطلَق في رحلة فضائية دون مدارية حتى وقتنا هذا.